# Mount Torii
Mount Torii är ett berg i Antarktis. Det ligger i Östantarktis. Nya Zeeland gör anspråk på området. Toppen på Mount Torii är 1 748 meter över havet, eller 165 meter över den omgivande terrängen. Bredden vid basen är 1,3 km.
Terrängen runt Mount Torii är kuperad västerut, men österut är den bergig. Trakten är obefolkad. Det finns inga samhällen i närheten.